# Níjni Otrojki
Níjni Otrojki (en (ucraïnès): Нижні Отрожки, en rus: Нижние Отрожки, Níjnie Otrojki) és un poble de la República Autònoma de Crimea a Ucraïna, que el 2014 tenia 118 habitants. Pertany al districte rural de Djankoi.